# CA-726
La CA-726 es una carretera autonómica de Cantabria perteneciente a la Red Local y que sirve de acceso a la población de Lanchares.

## Nomenclatura

Indicador

Su nombre está formado por las iniciales CA, que indica que es una carretera autonómica de Cantabria, y el dígito 726 es el número que recibe según el orden de nomenclaturas de las carreteras de la comunidad autónoma. La centena 7 indica que se encuentra situada en el sector comprendido entre las carreteras nacionales N-634 al norte, N-611 al oeste y N-623 al este, y los límites con las provincias de Burgos y Palencia al sur.

## Historia
Su denominación anterior era SV-6102.

## Trazado
Tiene su origen en la intersección con la CA-171 situada a 2 km al oeste del núcleo de La Población y su final en el centro de Lanchares, localidad situada en el término municipal de Campoo de Yuso, municipio por el que discurre la totalidad de su recorrido de 2,3 kilómetros.
Su inicio se sitúa a una altitud de 896 m s. n. m. y el fin de la vía está situada a 839 m s. n. m., pasando por un punto alto intermedio a la cota 917.
La carretera tiene dos carriles, uno para cada sentido de circulación, y una anchura total de 5,0 metros sin arcenes.

## Actuaciones
El IV Plan de Carreteras no contempla ninguna actuación en esta carretera.

## Transportes
No hay líneas de transporte público que recorran la carretera CA-726.

## Recorrido y puntos de interés
En este apartado se aporta la información sobre cada una de las intersecciones de la CA-726 así como otras informaciones de interés.
| Esquema        | PK  | Sentido Lanchares (creciente) | Sentido Lanchares (creciente) | Sentido Lanchares (creciente)                          | Sentido Lanchares (creciente)                          | Sentido CA-171 (decreciente)                           | Sentido CA-171 (decreciente)                           | Sentido CA-171 (decreciente) | Sentido CA-171 (decreciente) | Incidencias |
| Esquema        | PK  | Velocidad                     | Elemento                      | Salida                                                 | Salida                                                 | Salida                                                 | Salida                                                 | Elemento                     | Velocidad                    | Incidencias |
| Esquema        | PK  | Velocidad                     | Elemento                      | Dir.                                                   | Nombre                                                 | Nombre                                                 | Dir.                                                   | Elemento                     | Velocidad                    | Incidencias |
| -------------- | --- | ----------------------------- | ----------------------------- | ------------------------------------------------------ | ------------------------------------------------------ | ------------------------------------------------------ | ------------------------------------------------------ | ---------------------------- | ---------------------------- | ----------- |
|                | 0,0 |                               |                               |                                                        | CA-726 LANCHARES                                       | CA-171 CORCONTE                                        |                                                        |                              |                              |             |
| CA-171 REINOSA | 0,0 |                               |                               |                                                        | CA-726 LANCHARES                                       |                                                        |                                                        |                              |                              |             |
|                | 0,9 |                               |                               | Arroyo Manuel Ruiz                                     | Arroyo Manuel Ruiz                                     | Arroyo Manuel Ruiz                                     | Arroyo Manuel Ruiz                                     |                              |                              |             |
|                | 1,7 |                               |                               | Río Callejo                                            | Río Callejo                                            | Río Callejo                                            | Río Callejo                                            |                              |                              |             |
|                | 1,9 |                               |                               | LANCHARES                                              | LANCHARES                                              | LANCHARES                                              | LANCHARES                                              |                              |                              |             |
|                | 2,3 |                               |                               | Final de la carretera en el núcleo urbano de Lanchares | Final de la carretera en el núcleo urbano de Lanchares | Final de la carretera en el núcleo urbano de Lanchares | Final de la carretera en el núcleo urbano de Lanchares |                              |                              |             |